# Taubenturm Manoir de la Rigeardie

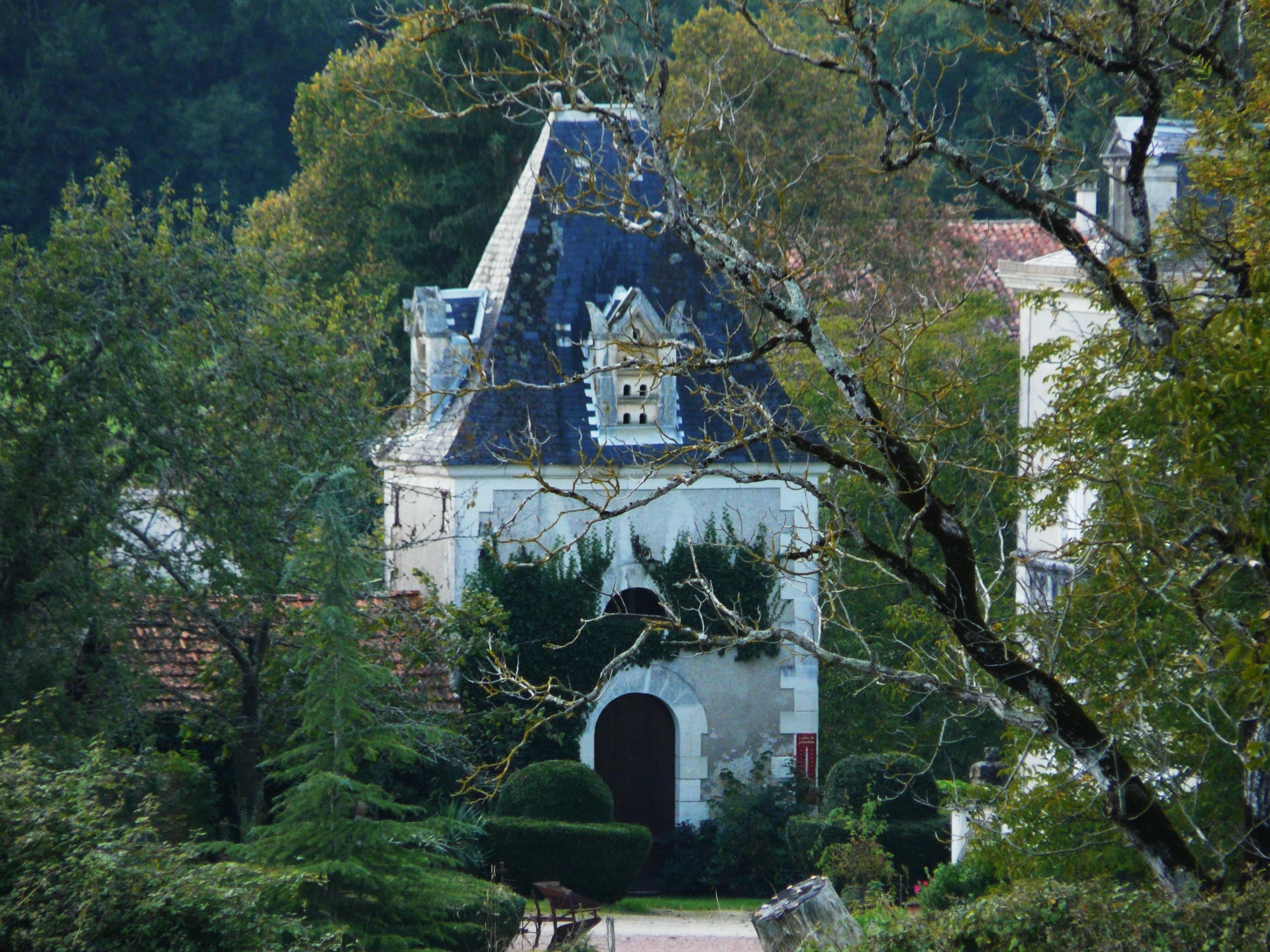
Taubenturm in Bourdeilles

Der Taubenturm (französisch colombier oder pigeonnier) des Manoir de la Rigeardie in Bourdeilles, einer französischen Gemeinde im Département Dordogne in der Region Nouvelle-Aquitaine, wurde vermutlich im 17. Jahrhundert errichtet.
Der rechteckige Taubenturm steht südlich des Manoir. Auf dem Pyramidendach befinden sich schmuckvolle Dachgauben für den Zugang der Tauben.